# Wintercircus (Gent)
Het Wintercircus, ook Nieuw Circus of Garage Mahy genoemd, is een voormalig wintercircus en hippodroom, in 2017-2023 omgebouwd tot ontmoetingsplek met kantoren, horeca en rockzaal, gelegen in de Belgische stad Gent. Het wordt begrensd door de Lammerstraat, Platteberg en Korianderstraat.

## Geschiedenis

### Eerste circusgebouw (-1920)

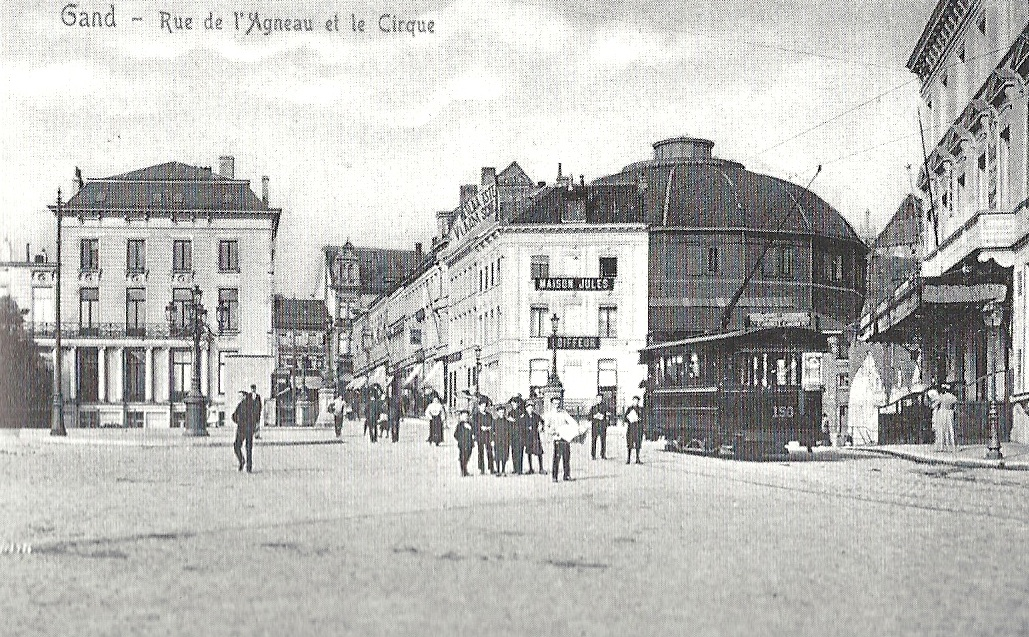
Het circus nabij de Lammerstraat. Foto genomen voor de brand van 1920.

Het gebouw werd opgericht in 1894 in opdracht van de Cercle Equestre Gantois, naar plannen van architect Emile De Weerdt. Het wintercircus kwam op het terrein van de vroegere katoenfabriek van den Kerckhove die in 1878 was afgebrand.
Deze evenementenhal was de opvolger en tot 1914 de grote concurrent van het houten circus De Drie Sleutels of de Hippodroom dat in 1879 werd gebouwd in de Sint-Amandstraat. Het zorgde voor een harde concurrentiestrijd, maar had tot gevolg dat de meest vermaarde attracties naar Gent afzakten. Vandaar dat men ook sprak van de ouden en nieuwen cirk.
Deze eerste versie van gebouw had 41 loges en 4 grotere VIP-loges. De gegoede burgerij ging binnen langs de Sint-Pietersnieuwstraat en het gewone volk langs de Lammerstraat. 
In 1920 werd het verwoest door een brand; enkel de voorgevel bleef behouden.

### Tweede circusgebouw (1923-1944)
In 1923 werd het naar het ontwerp van architect Jules Pascal Ledoux opnieuw opgebouwd en bood plaats aan 3.400 personen. Het wintercircus werd niet alleen gebruikt als circus maar ook voor revues, variétéprogramma's en filmvoorstellingen. 
Na de voltooiing van het tweede gebouw was de toegang - voor iedereen - aan de Lammerstraat.
Na de laatste circusvoorstelling (1944) sloot de Nouveau Cirque definitief zijn deuren.

### Garage
Vanaf 1947 werd de ruimte gebruikt als FIAT-garage door de familie Mahy. De nog bestaande voorgevel aan de Lammerstraat dateert van 1958, met op het gelijkvloers de toenmalige ingang tot de autoshowroom en daarboven een woongelegenheid.

### Oldtimercollectie
In 1978 werd deze garage gesloten, en gebruikte de familie Mahy het circus nog tot kort voor 2000 als parkeergarage voor haar ruime collectie oldtimers, waar ze in België bekend voor was. Een deel van de collectie werd later overgebracht naar Autoworld in Brussel, een ander deel naar het museum Mahymobiles in Leuze-en-Hainaut.

### Leegstand en media
Sedert 1998 staat het Wintercircus leeg. Het Gentse stadsbestuur kocht het pand in 2005.
In Vlaanderen werd de zaal bekend tijdens het programma Man Bijt Hond. Binnen het circus deed Woestijnvis opnamen waarbij een enorm grote stoelendans werd georganiseerd. In 2009 werd de locatie gebruikt voor de fototentoonstelling van Stephan Vanfleteren.
In 2014 kwam een student op verkenning om het leven bij een val door het dak.
Tijdens het WK voetbal 2022 in Qatar koos de Vlaamse openbare omroep VRT het Wintercircus als centrale locatie voor haar live-uitzendingen en supportersbeleving. De arena werd in november en december 2022 ingericht als publiek toegankelijke hub voor Sporza-analyses, radioprogramma’s en fanactiviteiten, in samenwerking met Stad Gent en stadsontwikkelingsbedrijf SoGent.

### Verbouwing (2017-2023)

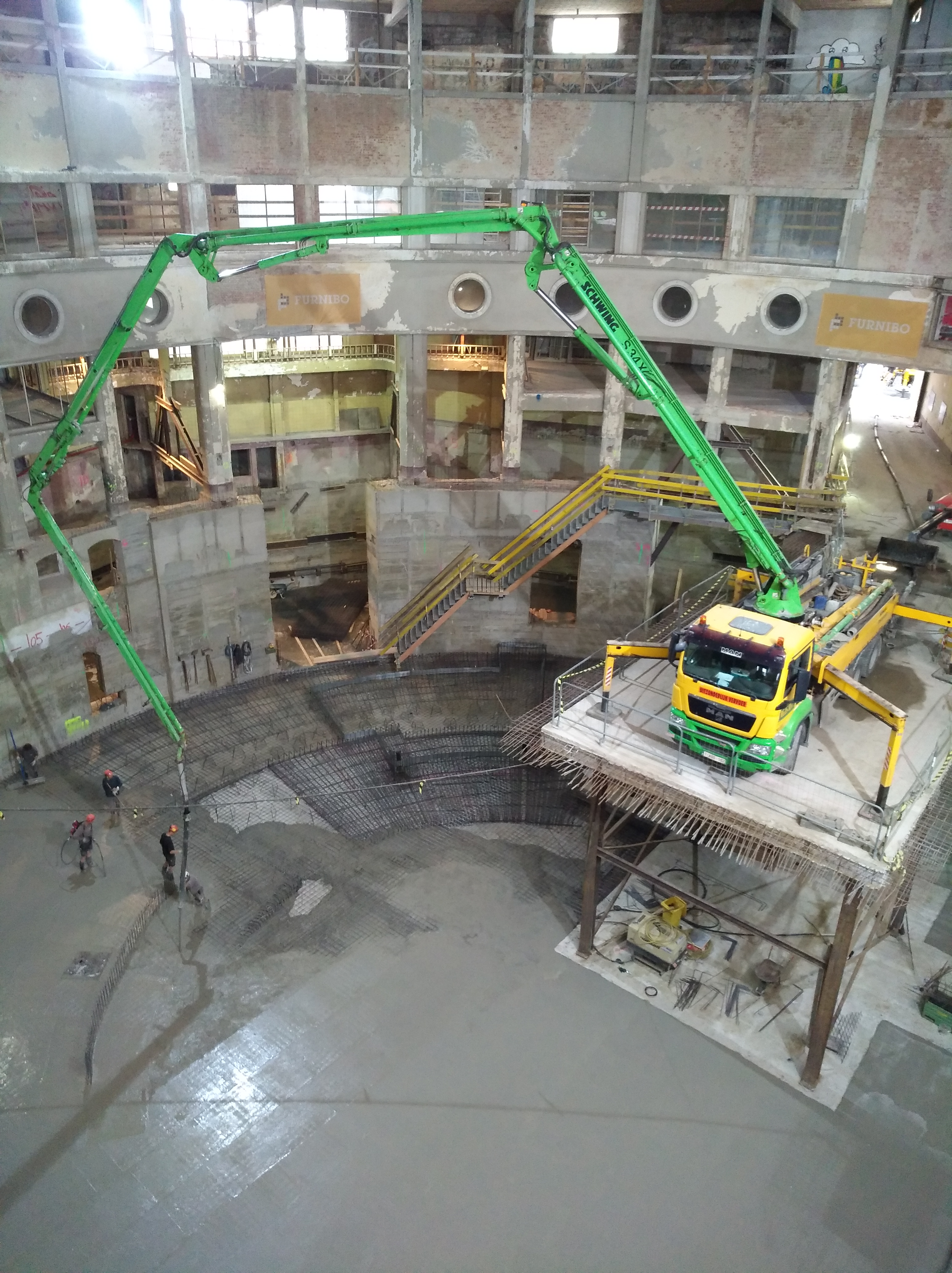
Wintercircus Gent - Betonneren nieuwe funderingsplaat onder middenpiste (07/09/2018)

In 2012 werd een internationale architectuurwedstrijd gehouden voor de herbestemming van het Wintercircus. Het team van Atelier Kempe Thill, in samenwerking met aNNo, BAS, Arch&Teco, Jangled Nerves en Scala, werd gekozen als winnaar. In het ontwerpvoorstel voor het interieur staat het behoud van de circusruïne centraal. De stalen koepelconstructie werd aangepakt en een nieuwe ondergrondse concertzaal werd onder de middenpiste gerealiseerd. Het gaat om een restauratiestrategie in de geest van John Ruskin, met behoud van de karakteristieken van de bestaande architectuur, inclusief alle hellingen en andere details. Aan de buitenkant werd een nieuwe en duurzame gevel ontworpen die aansluit bij de “constructivistische” verbouwing die in de jaren 50 plaatsvond, waarin Ghislain Mahy van het circus een garage maakte. Het plan is uitgewerkt tot bouwaanvraag. Veel aandacht is besteed aan het integreren van technische elementen (brandveiligheid, constructie, akoestiek en duurzaamheid) in de bestaande architectuur. 
De uitvoering van de renovatie van het Wintercircus werd toegekend aan architectenbureaus Baro en Sumproject en het studiebureau VK Engineering. De eerste fase van de uitvoering werd toegekend aan de THV Furnibo-Persyn, startte in mei 2017 en is intussen afgerond. De werken voor de 2e fase startten in de tweede helft van 2019 en werden wederom toegewezen aan Furnibo. De volledige werken zijn in 2022 afgerond. Daarna volgen nog de inrichtingswerken voor de diverse functies.
Bij de renovatie werd het historisch karakter in belangrijke mate behouden en het concept van Atelier Kempe Thill zo goed mogelijk gevolgd. Zo werden in de oude paardenstallen de gietijzeren kolommen bewaard, alsmede de oude, stenen drinkbakken. De oude olifantenhelling werd eveneens behouden. Daarnaast werden de hellingen bewaard die Mahy toevoegde in het gebouw om met wagens vanaf de middenpiste tot op de 4e verdieping te kunnen rijden (behalve tussen 3e en 4e verdieping). Tevens zal er bij inrichting van het toekomstige café gebruik gemaakt worden van de historische rijplaten die in de smeerputten van de garage aanwezig waren.
Een huzarenstuk was ook de opfrissing en versteviging van de bestaande koepel. Hiervan is de staalstructuur behouden, maar werd de beplating vernieuwd i.f.v. draagkracht, isolatie en akoestiek.

### Ontmoetingsplek met kantoren, horeca en rockzaal

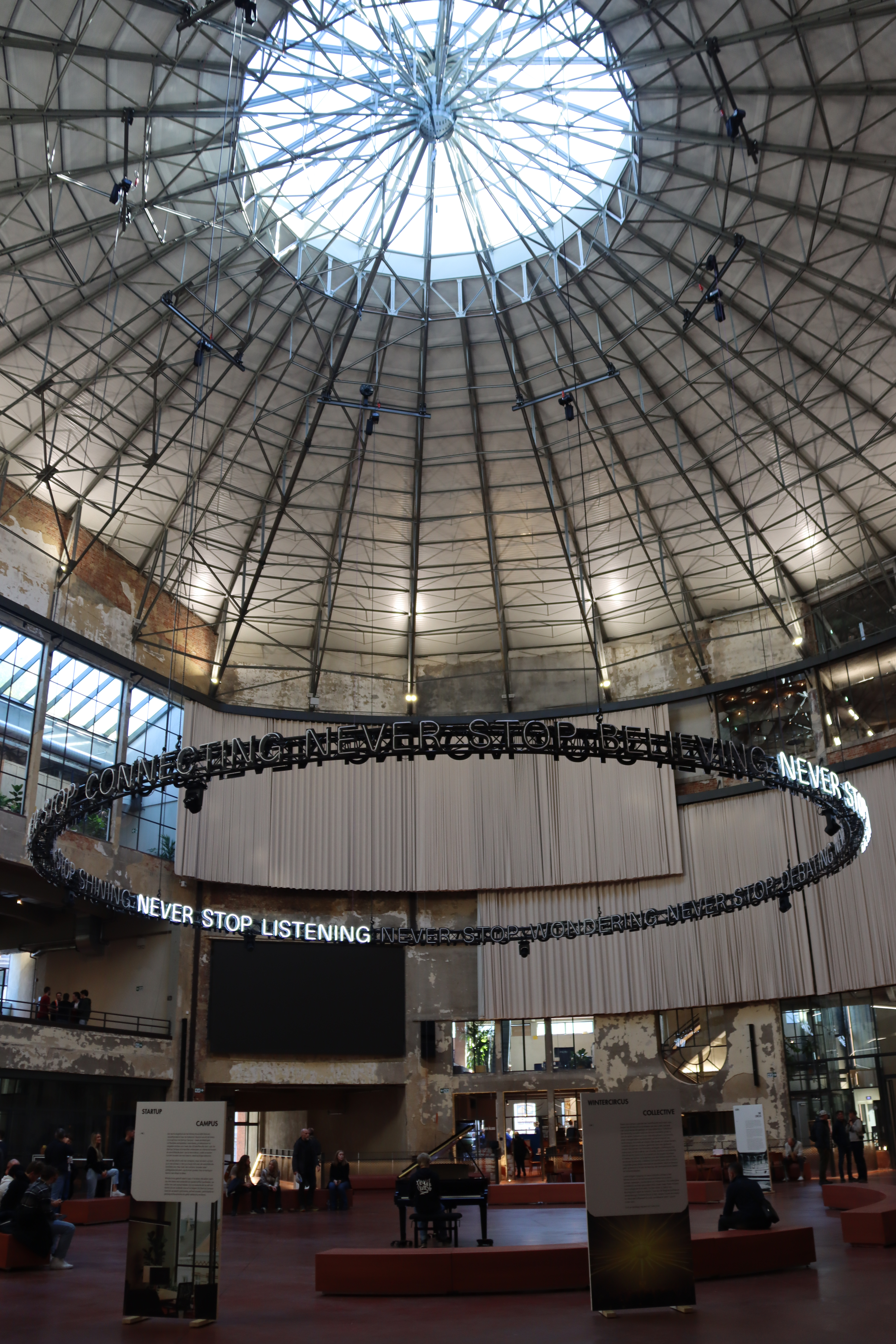
Wintercircus Gent in 2024

Het circus heeft een nieuwe bestemming gekregen binnen het gebied van De Waalse Krook, waar nu reeds de nieuwe bibliotheek de Krook werd gerealiseerd. Sinds 2022 is het Wintercircus een nieuwe Gentse ontmoetingsplek. Rond het middenplein is een hub voor technologiebedrijven, start-ups en scale-ups gerealiseerd. Eronder een rockzaal voor 500 muziekliefhebbers. De vroegere scène is omgevormd tot auditorium en in de voormalige paardenstallen kan vergaderd worden. De terrasbar biedt een mooi uitzicht op de Gentse skyline. Ook evenementen, café, restaurant en foyer zijn voorzien.  
Een groep van 15 Gentse ondernemers uit de technologiesector hebben zich verenigd om via een erfpacht van 75 jaar (verlengbaar tot 99 jaar) de uitbating van het Wintercircus te verzekeren. Zij worden hierbij gesteund door onder meer kennisinstellingen UGent, KULeuven en imec, alsook ondernemersorganisatie Voka. 